# 永野万蔵
永野 万蔵（ながの まんぞう、1855年5月13日（安政2年3月27日） - 1924年（大正13年）5月21日）は、カナダに移住したことが記録されている最初の日本人。

## 生涯
1855年（安政2年）、肥前国高来郡口之津村（現・長崎県南島原市）に生まれる。少年時には石炭運搬船で働いていたとも、大工の見習いをしていたともいう。のちにイギリス船に乗り組むようになった。
1877年（明治10年）5月、ブリティッシュコロンビア州ニューウェストミンスターで船を降り、カナダに入国。フレーザー川で鮭漁の漁師として働き、のちにはバンクーバーで木材を船に積み込む仕事をはじめた。1884年に日本へ一旦帰国したのち、アメリカ合衆国シアトルに渡ってタバコ屋と食堂を始めた。1892年にはカナダに戻り、ブリティッシュコロンビア州の州都ビクトリアでホテルと店舗を開き、塩鮭の加工・輸出会社を設立して成功を収めた。しかし晩年は結核を患った上、1922年に火事で全財産を失い、夫人とともに日本に帰国した。
1924年（大正13年）5月21日没、享年70。墓所は郷里である南島原市口之津町の太月山玉峰寺にある。

## 顕彰
日系カナダ人社会では、永野を日本人移民第一号とし、その移住の年を記念している。1977年には移住百周年が祝われた。
オウェキノ湖（Owikeno Lake）の近くには、彼にちなんだマンゾウ・ナガノ山（Mount Manzo Nagano）がある。これは、1977年にカナダ地名常設委員会が移住百周年を記念して名づけたものである。
2018年、バンクーバー市は市が保有する15箇所の公共資産に歴史的な人物の名前を名付ける発表をした。バンクーバー市庁舎の隣にある永野万蔵庭園（Manzo Nagano Garden）という日本庭園はその1つとして名付けられた。

## 子孫
- キーガン・メッシング（フィギュアスケート選手）

## 参考
- （英語） Famous Canadians
- 海外交流の担い手　永野万蔵 － 長崎県文化振興課　長崎文化ジャンクション
- 日加関係エピソード集 － 外務省

## 註
1. ↑  森研三、高見弘人『カナダの万蔵物語』尾鈴山書房、1977年、p.213。
2. ↑  Canadian Permanent Committee on Geographical Names、現Geographical Names Board of Canada
3. ↑  MAP: Vancouver just gave 15 public spaces new names. Is one in your neighbourhood?
4. ↑  Commemorative Naming of Civic Assets